# Love Me Anyway
Love Me Anyway è un singolo della cantautrice statunitense Pink, pubblicato il 17 settembre 2019 come quarto estratto dall'ottavo album in studio Hurts 2B Human.
Il brano, scritto dalla stessa cantante con Allen Shamblin e Thomas Douglas e prodotto da Sal Oliveri e Simon Gooding, ha visto la collaborazione del cantautore statunitense Chris Stapleton.

## Promozione
Nonostante avesse già ricevuto abbastanza passaggi radiofonici da entrare nelle classifiche country statunitensi nella primavera del 2019, Love Me Anyway è stato mandato ufficialmente in rotazione radiofonica a partire dal successivo 17 settembre. I due interpreti hanno eseguito il pezzo dal vivo ai Country Music Association Awards il 13 novembre 2019.

## Classifiche
| Classifica (2019) | Posizione massima |
| ----------------- | ----------------- |
| Stati Uniti       | 96                |